# Trevor Bailey
Trevor Edward Bailey, CBE (* 3. Dezember 1923; † 10. Februar 2011) war ein englischer Test-Cricketspieler, Cricket-Autor und Radio-Kommentator.
Bailey war ein All-rounder mit einer soliden, wenn auch unspektakulären Schlagtechnik. Seine extrem defensive Spielweise brachte ihm den Spitznamen "Barnacle Bailey" ein. Laut der nachträglich erstellten Spieler-Weltrangliste war er dennoch für die meiste Zeit seiner internationalen Karriere der beste All-rounder der Welt.
In seinem späteren Leben schrieb Bailey zahlreiche Cricketbücher und war besonders als Mitglied des Kommentatoren-Teams der Radio-Live-Sendung Test Match Special der BBC bekannt, für das er 26 Jahre arbeitete. 

## Frühe Jahre
Bailey wurde in Westcliff-on-Sea, Essex, geboren. Sein Vater war Beamter der Admiralität. Er besuchte die Alleyn Court Prep School und lernte das Cricketspiel durch Denys Wilcox, den früheren Kapitän des Essex County Cricket Clubs, bevor er zum Dulwich College wechselte. In seinem ersten Jahr, im Alter von nur 14 Jahren, spielte er schon für die erste Mannschaft der Schule. In den Jahren 1939 und 1940 führte er die Ranglisten seiner Schule nach Batting Average und Bowling Average an und wurde 1941 Kapitän der Schulmannschaft. Auch 1942, in seinem letzten Schuljahr, führte er wieder beide Listen an.
Nach seiner Schulzeit diente er als Second Lieutenant bei den Royal Marines und kehrte nach seiner Entlassung Anfang Januar 1945 als Lehrer an die Alleyn Court Prep School zurück. Am St John’s College, Cambridge, studierte er zwei Jahre und machte dort seinen Abschluss 1948. Für die Blues, also die Universitätsmannschaft, spielte Bailey 1947 und 1948 sowohl im Cricket als auch im Fußball.

## Karriere

### Cricket
Sein First-Class-Debüt feierte Bailey im September 1945, im Alter von 22 Jahren, für das Team der "Under 33s" gegen die "Over 33s" auf Lord’s Cricket Ground. Für sein County Essex spielte er das erste Match im Mai 1946. Er wurde schnell zu einer Stütze seiner Mannschaft und hatte sein Test-Debüt für England gegen Neuseeland im Juni 1949 in Headingley, wobei er gleich 6 Wickets für 118 Runs erreichte.
Er war ein rechtshändiger Fast-Medium Bowler, verlässlicher rechtshändiger Batsman und sehr guter Feldspieler. Er spielte in 61 Tests zwischen 1949 und 1959 für England. Sein Swing Bowling war dabei eine effektive Ergänzung zu dem schnelleren Fast Bowling von Alec Bedser, in späteren Jahren Fred Trueman, Brian Statham und Frank Tyson. Er erreichte 132 Wickets bei einem Schnitt von 29 Runs pro Wicket, erzielte einen Century (134 not out) bei einem Schlagdurchschnitt von fast 30 Runs pro Ausscheiden und 32 Catches. 
Für seine ausdauernde, defensive Schlagtechnik war er berühmt. Während des Lord's-Test 1953 ging England einer Niederlage entgegen, bis er in einer über 4-stündigen Partnership mit Willie Watson Australien ein Remis abtrotzen konnte. Im weiteren Verlauf der Test-Serie konnte England die Ashes zurückerobern.
Seine beste Bowling-Leistung waren 7-34 während des fünften Tests (1953–54) in Kingston, Jamaika, die er mit seinem Outswing-Bowling auf einer sogenannten flat pitch erreichte. Dadurch konnte England die Mannschaft der West Indies für 139 in deren 1. Innings ausbowlen. Dies ermöglichte England den Sieg in diesem Match und das Unentschieden in der Serie bei je zwei Siegen.
Seinen letzten Test spielte er auf der Ashes-Tour nach Australien 1958–59. Er persönlich hatte aber keine erfolgreiche Tour, in welcher er den langsamsten Half-Century im First-Class-Cricket erzielte. Für seine 50 Runs benötigte er 5 Stunden, 57 Minuten in Englands 2. Innings des ersten Tests in Brisbane. In seinem letzten Test in Melbourne schied er in beiden Innings aus, ohne einen Run erzielt zu haben (ein sogenanntes pair). Danach wurde er nie mehr für die englische Mannschaft aufgestellt, spielte aber noch acht Jahre lang First-Class-Cricket für Essex. 
Im Jahr 1959 wurde er der einzige Spieler nach dem Zweiten Weltkrieg, der in einer Saison sowohl mindestens 2.000 Runs als auch mindestens 100 Wickets erzielte. Das All-rounder-Double (1000 Runs und 100 Wickets in einer Saison) schaffte er acht Mal, ein Nachkriegsrekord, den er mit Fred Titmus teilt. Darüber hinaus ist er einer von nur drei Spielern, die seit dem Zweiten Weltkrieg 20.000 Runs und 2000 Wickets erzielt haben (neben Fred Titmus und Ray Illingworth).
Seine First-Class-Karriere begann 1946 und dauerte 21 Jahre, in denen er in 682 Spielen 2082 Wickets erreichte, bei einem Schnitt von 23,13. Damit steht er noch immer an 25. Stelle der ewigen Bestenliste, was die Anzahl der Wickets angeht. In Clacton erreichte er gegen Lancashire 1949 das Kunststück, alle 10 Wickets (für 90 Runs) eines Innings zu erzielen. Mit seinen 28.641 Runs im First-Class-Cricket steht er derzeit 67. Stelle der ewigen Bestenliste. Für sein County Essex war er zwischen 1961 und 1966 Kapitän. Zwischen 1955 und 1967 war er auch dessen Geschäftsführer, was es ihm ermöglichte ein Einkommen aus dem Cricketsport zu erzielen, während er gleichzeitig offiziell weiter als Amateur-Spieler galt.
Im Jahr 1950 war Bailey einer der fünf Wisden Cricketers of the Year.

### Fußball
Er spielte Fußball für AFC Cambridge University (u. a. 1946 und 1947 im Varsity Match gegen Oxford), die Reserve von Southend United, für den FC Leytonstone und Walthamstow Avenue. Er gehörte auch der Mannschaft von Walthamstow Avenue an, die 1951/52 den FA Amateur Cup gewann. In der folgenden Saison spielte er im Team, das die 4. Runde des FA Cups erreichte. Im Spiel gegen Manchester United in Old Trafford erreichten die Amateure ein 1:1. Das Wiederholungsspiel in Highbury gewann Manchester United dann aber mit 5:2.

## Autor und Kommentator
Nach dem Ende seiner First-Class-Karriere 1967 spielte Bailey noch viele Jahre für den Westcliff-on-Sea Cricket Club und wurde Cricket-Journalist und -Kommentator. Für die Financial Times war er zwanzig Jahre lang Korrespondent für Cricket und Fußball. Für das Live-Radio-Programm Test Match Special der BBC war er 26 Jahre lang regelmäßiger Gast als Kommentator. Sein Kommentator-Kollege Brian Johnston verpasste ihm den Spitznamen The Boil, angelehnt an die angebliche Aussprache seines Namens als "Boiley" durch die australischen Fans.
Im Jahr 1994 wurde er zum Commander of the Order of the British Empire ernannt.
Bailey starb durch ein Feuer in seiner Wohnung in Westcliff-on-Sea am 10. Februar 2011. Seine Frau Greta überlebte den Brand. Die beiden haben zwei Söhne und eine Tochter.

## Bibliographie
- Cricketers in the Making, mit D R Wilcox, Hutchinson
- Trevor Bailey's Cricket Book, Muller, 1959
- Championship Cricket, Muller, 1961
- Improve Your Cricket, Penguin, 1963
- The Greatest of My Time, Sportsmans, 1970
- Sir Gary: Life of Sir Garfield Sobers, Collins, 1976, ISBN 978-0002167642
- History of Cricket, Allen & Unwin, 1979, ISBN 978-0047960499
- Lord's Taverners' Fifty Greatest, 1945-83, Heinemann, 1983, ISBN 978-0434980390
- From Larwood to Lillee, mit Fred Trueman, Macdonald, 1984, ISBN 978-0356104126
- Wickets, Catches and the Odd Run (Autobiographie), Willow Books, 1986, ISBN 0-00-218127-4
- Spinners' Web, mit Fred Trueman, Willow Books, 1988, ISBN 978-0002182676